# Orussidae
Orussidae são uma família pequena de vespas-serras (ou seja, pertencente ao agrupamento "Symphyta"), nos insetos da ordem Hymenoptera. Atualmente, são conhecidas 93 espécies viventes, e 4 extintas como fósseis. São por vezes chamadas de vespas-parasitas-da-madeira, por serem as únicas vespas deste grupo basal fitófago que se desenvolve como parasitoide de outros insetos. 
Recentemente, a família passou a ocupar uma posição de destaque na análises filogenéticas de Hymenoptera, uma vez que passaram a ser consideradas como linhagem irmã das demais vespas da subordem Apocrita. A hipótese sendo de que o ancestral comum das linhagens Orussidae + Apocrita teria adquirido hábito de vida parasitoide pela primeira vez na história evolutiva de Hymenoptera. São, desta forma, a única linhagem de vespas ancestrais com hábitos entomófagos parasitoides.

## Descrição

### Adultos
Adultos medem entre 2−23 mm de comprimento, quase sempre negros, mas há algumas espécies dos gêneros Chalinus, Mocsarya e Orussobaius que podem exibir tons metálicos; algumas outras espécies possuem o tórax vermelho e o abdômen branco, ou apresentam a pilosidade dourada; diversas espécies em Orussus possuem pontuações brancas nas pernas. Não apresentam a constrição entre o mesossoma e o metassoma que caracterizaria uma "cintura de vespa", que é típica dos Aculeata. Na venação das asas, apresentam uma única célula submarginal. As antenas dos machos possuem 11 segmentos, enquanto que as das fêmeas possuem 10. O artículo antenal distal das fêmeas (em que, na verdade, o artículo 9 é maior, seguido de um artículo 10 bem pequeno) produz vibração enquanto a fêmea bate em locais potenciais de oviposição, para sente o que se esconder por dentro da madeira. Ao contrário de outros "Symphyta", as antenas parte de perto dos olhos compostos, próximos à mandíbula. Suas mandíbulas são ortognatas e não apresentam dentes. O número de segmentos dos palpos da maxila e do lábio varia, e esta variação é usada como caractere taxonômico. No tocante às asas, algumas das nervuras cruzadas são reduzidas em relação à venação mais completa dos Hymenoptera mais basais. De forma semelhante maioria dos demais "Symphyta", as asas ficam em repouso sobre o corpo segura por uma estrutura torácica chamada de "cenchri". Todo o corpo da vespa é bem rígido (esclerotizado) e apresenta uma textura de escultura que varia de acordo com as diferentes espécies. O ovipositor é bem mais longo do que o corpo, de forma que repousa dentro do corpo, estendendo-se do abdômen até dentro do protórax, onde se enrosca como uma mola.
É útil notar que Orussidae e Stephanidae são os únicos Hymenoptera em que a cabeça apresenta uma coroa dentada circundando os ocelos frontais.

### Larvas
Semelhante ao que ocorre nas larvas de Apocrita, as larvas Orussidae apresentam algumas reduções morfológicas que refletem seus hábitos de vida como insetos parasitóides: são despigmentadas (brancas) e moles, cilíndricas como bigatos, mas com a cabeça bem definida. As peças bucais são bem funcionais, e voltadas ventralmente; os olhos e pernas drasticamente reduzidos ou mesmo ausentes. As mandíbulas são bem desenvolvidas e evidentes, com as quais consomem seus hospedeiros; palpos da maxila e do lábio muito reduzidos. A segmentação do corpo é bem distinta, onde cada somito apresenta 8-10 fileiras de pequenos espinhos voltados para trás (auxiliam na movimentação dentro da cavidade que costumam habitar).

## Biologia e comportamento
São vespas relativamente raras , cuja flutuação em abundância varia muito. Geralmente são mais vistas nas horas mais quentes do dia, frequentemente explorando troncos caídos atrás de seus hospedeiros. As fêmeas localizam seus hospedeiros dentro da madeira batendo com as antenas na superfície, e sentindo a vibração com as pernas frontais. Orussidae são parasitoides de larvas de insetos que vivem em madeira, principalmente de besouros (Coleoptera, normalmente da família Buprestidae) e de outros himenópteros (Symphyta: Siricidae e Xiphydriidae). Uma vez que encontram uma larva propensa sob a madeira, a fêmea a perfura com seu longo ovipositor and coloca um ovo. O ovo é típico de parasitoides: alongado e flexível, com uma discreta expansão frontal e mais longo posteriormente.
O ovo parece ser colocado sobre a larva hospedeira, ou dentro do seu túnel. Enquanto se arrasta pelo túnel, a larva parasitoide parece perseguir e mastigar a trilha de fragmentos de madeira deixada pelo seus hospedeiro. Na espécie Guiglia schauinslandi, foi observado que a larva alimenta-se externamente ao hospedeiro por dois instares (fases de crescimento com muda) até finalmente penetrar para consumi-lo por dentro e completar sua metamorfose até a fase adulta.

## Taxonomia
Há muitos estudos de morfologia e genética sugerindo que Orussidae tenha sido a linhagem irmã que deu origem aos Apocrita (=90% das espécies de Hymenoptera, que inclui vespas, abelhas e formigas). Isto indicaria que o hábito de vida parasitoide teria surgido num ancestral comum entre Orussidae + Apocrita, e não dentro de Apocrita, como se imaginava antes. Orussidae já foi inclusive antes considerado como uma subordem à parte (Idiogastra), mas hoje compõe a superfamília Orussoidea. 

## Gêneros e diversidade
Existem chaves de identificação para os gêneros de Orussidae. Abaixo, uma lista que resume os gêneros e diversidade de espécies, bem como sua biogeografia:
- Argentophrynopus Vilhelmsen & D.R. Smith, 2002: 2 espécies, Costa Rica e supostamente Mexico. Taxonomia: Vilhelmsen & Smith (2002).
- †Baltorussus Schedl, 2011: 1 espécie fóssil, Baltorussus velteni Schedl, 2011 do âmbar do Báltico. Taxonomia: Schedl (2011).
- Chalinus Konow, 1897: 9 espécies Afrotropical. Taxonomia: Vilhelmsen (2001), Vilhelmsen (2005).
- Guiglia Benson, 1938: 7 espécies Australianas, plus Guiglia chiliensis Benson, 1955 no Chile. Taxonomia: Vilhelmsen & Smith (2002).
- Kulcania Benson, 1935: 2 espécies na Colômbia, Costa Rica, México e nos EUA. Taxonomia: Vilhelmsen & Smith (2002).
- Leptorussus Benson, 1955: 2 espécies Afrotropicais. Taxonomia: Vilhelmsen (2003), Vilhelmsen (2007).
- †Mesorussus Rasnitsyn, 1977: 1 espécie fóssil , Mesorussus taimyrensis Rasnitsyn, 1977. Taxonomia: Rasnitsyn (1977).
- †Minyorussus Basibuyuk, Quicke & Rasnitsyn, 2000: 1 espécies fóssil , Minyorussus luzzii Basibuyuk, Quicke & Rasnitsyn, 2000. Taxonomia: Basibuyuk et al. (2000).
- Mocsarya Konow, 1897: 2 espécies, Mocsarya metallica (Mocsáry, 1896) na Indonesia e Sri Lanka, Mocsarya syriaca Benson, 1936 na Grécia e Turquia (não na Síria). Taxonomia: Vilhelmsen (2001).,
- Ophrella Middlekauff, 1985: 3 espécies, O. amazonica (Westwood, 1874) na Guiana Francesa, Brazil e Panama, O. eldorado Vilhelmsen, 2013 e O. seagi Vilhelmsen 2016 na Guiana Francesa. Taxonomia: Vilhelmsen & Smith (2002), Vilhelmsen et al. (2013), Vilhelmsen (2016).
- Ophrynon Middlekauff, 1983: 4 espécies na California (EUA). Taxonomy: Vilhelmsen & Smith (2002), Blank et al. (2010).
- Ophrynopus Konow, 1897 (sinônimo: Stirocorsia Konow, 1897): 17 espécies no Japão, Indonésia, Laos, Malasia, Philippinas, Papua Nova Guiné e domínio Neotropical. Taxonomia: Vilhelmsen & Smith (2002), Vilhelmsen et al. (2013).
- Orussella Benson, 1935: 1 espécie, Orussella dentifrons (Philippi, 1783), in Chile. Taxonomy: Vilhelmsen (2003).
- Orussobaius Benson, 1938: 9 espécies na Austrália, Papua Nova Guiné e nas Ilhas Tanimbar. Taxonomia: Schmidt & Vilhelmsen (2002), Blank & Vilhelmsen (2016)
- Orussonia Riek, 1955: 2 espécies na Austrália. Taxonomia: Schmidt & Gibson (2001).
- Orussus Latreille, 1797: 29 espécies in the Holarctic and Oriental realms. Taxonomy: Vilhemsen (2003), Blank et al. (2006, O. abietinus e O. smithi), Vilhelmsen et al. (2013, espécies do Mundo).
- Pedicrista Benson, 1935: 1 espécie, Pedicrista hyalina Benson, 1935, em Malawi, Africa do Sul e Zimbabwe. Taxonomia: Vilhelmsen (2003).
- Pseudoryssus Guiglia, 1954: 2 espécies do Palaearctico. Taxonomia: Kraus (1998), Blank et al. (2006).